# Sân vận động Olympic Quốc tế

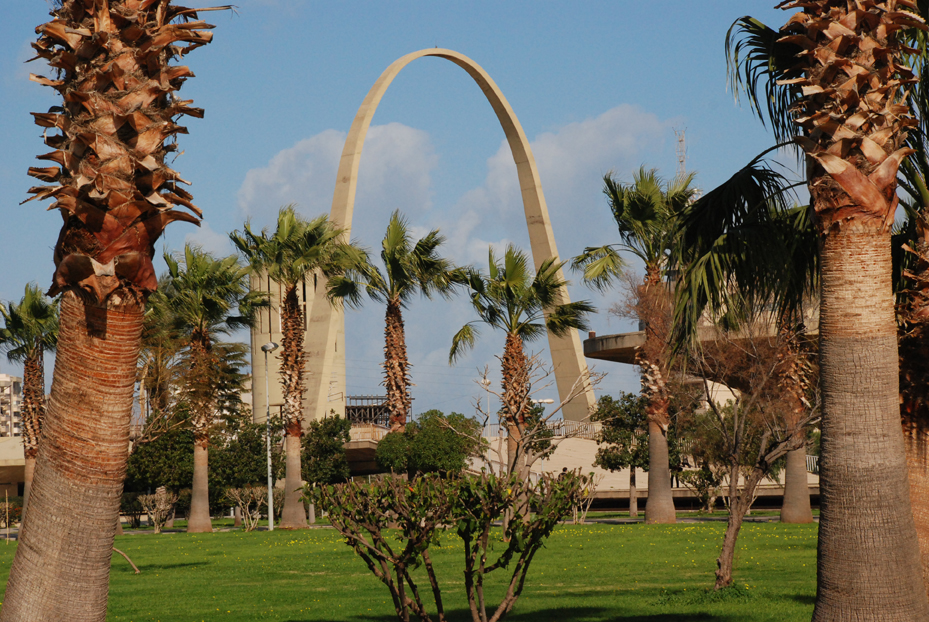
Tripoli (Lebanon)

Sân vận động Olympic Quốc tế (tiếng Ả Rập: الملعب الأولمبي الدولي) là một sân vận động đa chức năng có sức chứa 22.400 người ở thành phố Tripoli, Liban. Nó hiện đang được dùng để tổ chức các trận đấu bóng đá, rugby và các môn thể thao khác.
Sân vận động này còn là sân nhà của Đội tuyển rugby quốc gia Liban.